# Kandangan (Temanggung)
Kandangan is een bestuurslaag in het regentschap Temanggung van de provincie Midden-Java, Indonesië. Kandangan telt 4259 inwoners (volkstelling 2010).